# Regne de Xalisco

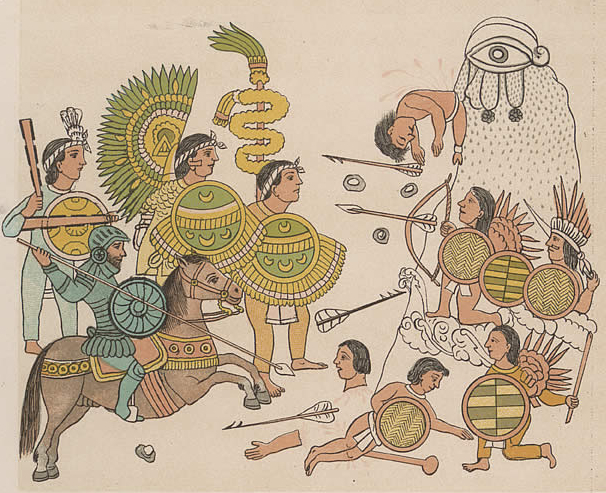
Conquistadors Espanyols i aliats Tlaxcalteques envaïxen Xalisco.

El regne de Xalisco estava habitada per tribus ambulants, conegudes sota el nom genèric de Txitximeques, on els espanyols van conquistar aquest regne, fundant les colònies de Tlatenango, Teul, Xuchipila, Teocaltiche i poblacions adjacents, i que després d'arribar al riu Tololotlan, van entrar per les terres dels Tarascos i es van dirigir a la seva destinació final, la vall de Mèxic. La batalles guanyades pels espanyols, assolien que els nadius fugissin a les forests, trencades i barrancs, deixant-los als espanyols i mexicans les seves poblacions; altres nadius van ser vençuts, captius i sotmesos per a quedar-se a viure juntament amb els espanyols o mexicans, i que per tant, la llengua Asteca o Nàhuatl pogués seguir sobrevivint sense perdre's, sent l'idioma més estès en aquesta zona que va ser coneguda després com el Nuevo Reino de Galícia. Encara que van existir certs poble indis on els espanyols no es van atrevir a ingressar dintre del regne de Xalisco. Altres idiomes es van conservar com l'idioma Purépetxa i l'idioma Otomí en algunes altres sancions com són els pobles de les Kocas, Tecuexes, Choras, Jecualmes i Nayaritas, però altres idiomes que després dels nadius fossin derrotats, es van deixar de parlar, i aquests idioma van desaparèixer. Durant la conquesta dels regnes de Xalisco i Coliman, els nadius es van anar a refugiar a la província espanyola de Nayarit, l'única província del Nou Regne de Galícia, al desaparèixer els regnes precolombines de Xalisco i Coliman.